# Schöngeising
Schöngeising este o comună din landul Bavaria, Germania.